# Paul Eyschen
Paul Eyschen (9 de Setembro de 1841 – 11 de Outubro de 1915) foi um político, estadista, advogado e diplomata luxemburguês. Foi o 8.º Primeiro-ministro do Luxemburgo, durante 27 anos, de 22 de Setembro de 1888 até à sua morte.

## Biografia
Filho de Charles-Gérard Eyschen, antigo Director-Geral da Justiça, Eyschen nasceu em Diekirch, Norte do Luxemburgo, a 9 de Setembro de 1841. Eyschen formou-se em 1860 no Ateneu do Luxemburgo. Estudou Direito, tornando-se advogado em Bona e Paris. Recebeu a sua licença para praticar advocacia a 9 de Novembro de 1865.
Nas eleições de 12 de Junho de 1866, Eyschen foi eleito para a Câmara de Deputados, em representação do cantão de Wiltz. Contudo, ainda não tinha 25 anos de idade no dia da votação, tal como requerido pela constituição. De início, a sua vitória foi anulada pela Câmara, resultado de uma iniciativa de Félix de Blochausen, mas quando o lugar vazio foi de novo colocado em votação, a 10 de Novembro, Eyschen voltou a conquistá-lo, tendo já a idade para tal.
Em 1875, foi nomeado para Chargé d'Affaires no Império Alemão, onde serviu até 1888.
A 7 de Julho de 1876, Eyschen, tal como o seu pai, foi designado para Director-Geral da Justiça, uma que manteve até 1888 quando, após a rescisão de Édouard Thilges, Eyschen foi escolhido para Primeiro-ministro do Luxemburgo. Nos 27 anos que se seguiram, Eyschen dominou a vida política luxemburguesa, viu várias sucessões de monarcas, e assistiu a uma era de desenvolvimento económico e ao fim da união com os Países Baixos.
Eyschen morreu, ainda em funções, a 11 de Setembro de 1915, um ano depois da ocupação alemã durante a Primeira Guerra Mundial. Sucedeu-lhe o Director-Geral das Finanças, Mathias Mongenast.